# Hendrik Jacob Doude van Troostwijk (1898-1978)
Hendrik Jacob Doude van Troostwijk (Nieuwersluis, huis Over-Holland, 21 januari 1898 - Arnhem, 9 april 1978) was een Nederlands bestuurder en burgemeester in oorlogstijd voor de NSB.

## Biografie
Van Troostwijk was lid van de familie Doude van Troostwijk en een zoon van burgemeester mr. Hendrik Jacob Doude van Troostwijk (1862-1925) en jkvr. Jacoba Henriëtta Marianna Agatha Clifford (1868-1927). Hij trouwde in 1931 met Anna Elisabeth Hijner (1905-1961) uit welk huwelijk een zoon werd geboren.
In 1928 werd Van Troostwijk benoemd tot mededirecteur van de NV Algemeene Disconteering Maatschappij te Amsterdam. In 1929 werd hij benoemd tot hoogheemraad van Amstelland; vanaf 1932 was hij daar dijkgraaf wat hij tot 1945 zou blijven. In 1934 was Van Troostwijk lid van de Nationaal-Socialistische Beweging en vanaf 1935 was hij kandidaat voor de provinciale statenverkiezingen voor die partij en kringleider van de NSB-kring Vechtstreek. In 1943 werd hij door de Rijkscommissaris voor het bezette gebied benoemd tot burgemeester van de gemeenten Mijdrecht en Wilnis; hij werd als zodanig geïnstalleerd op 18 december 1943 in aanwezigheid van allerlei vooraanstaande NSB'ers uit de provincie, waaronder de commissaris van de provincie Utrecht. Daarnaast was hij vanaf januari 1945 waarnemend burgemeester van Kockengen. Drie maanden later werd hij de burgemeester van Loenen, Vreeland en Nigtevecht onder eervol ontslag als burgemeester van Mijdrecht en Wilnis. In Loenen was hij de opvolger van zijn broer die geen NSB'er was. Enkele dagen na de capitulatie kwam een einde aan zijn burgemeesterschappen en later werd hij veroordeeld tot 5 jaar gevangenisstraf. Daarna ging hij ging hij in Zeist wonen.